# Gelappter Schildfarn
Der Gelappte Schildfarn (Polystichum aculeatum), auch Glanzschildfarn oder Dorniger Schildfarn genannt, ist eine Pflanzenart aus der Gattung der Schildfarne (Polystichum) innerhalb der Familie der Wurmfarngewächse (Dryopteridaceae). Sie ist in europäischen Gebirgen für Schluchtwälder und Schutthangwälder typisch.

## Beschreibung

Herbarexemplar

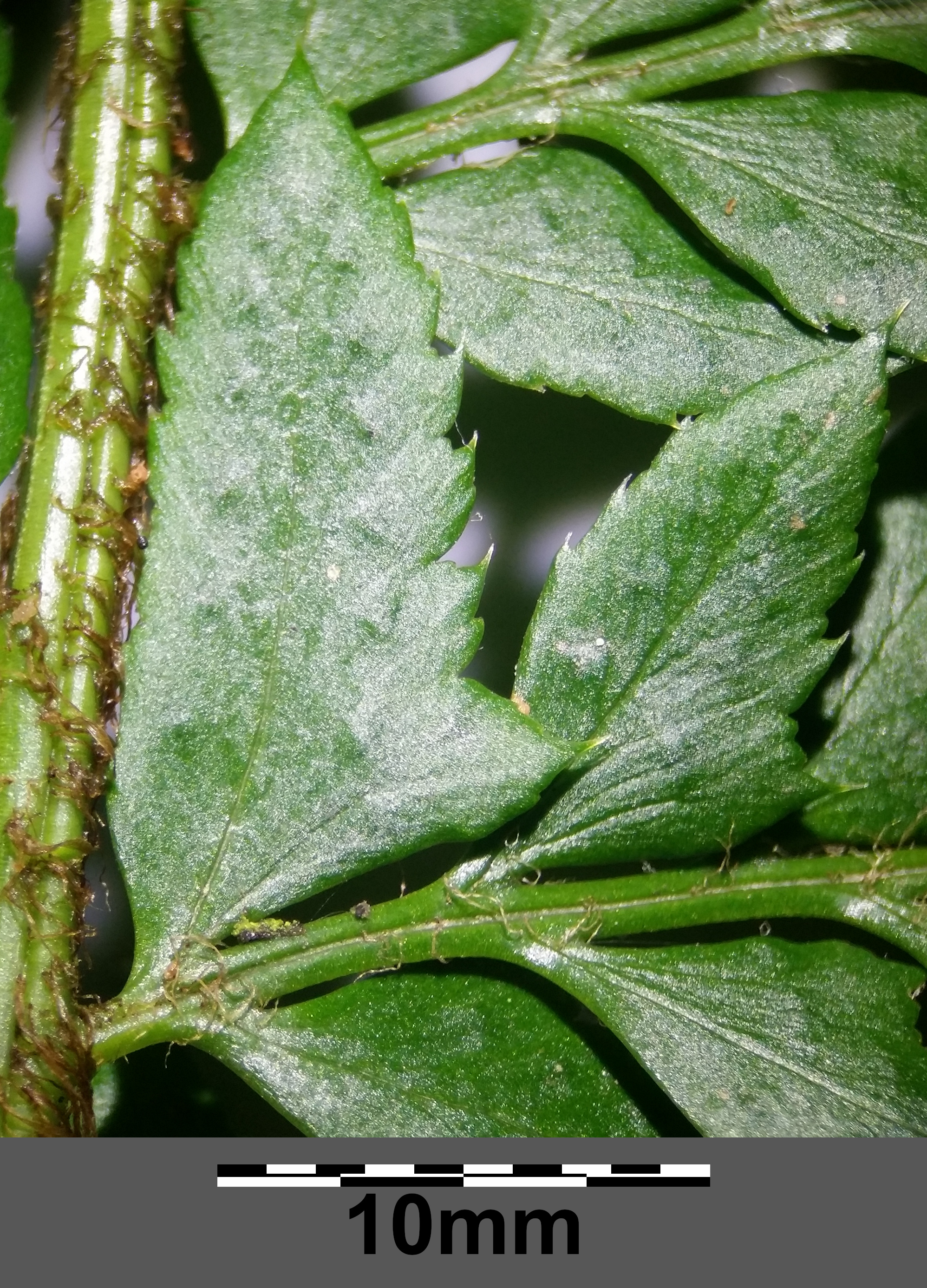
Unterstes vorderes Fiederchen

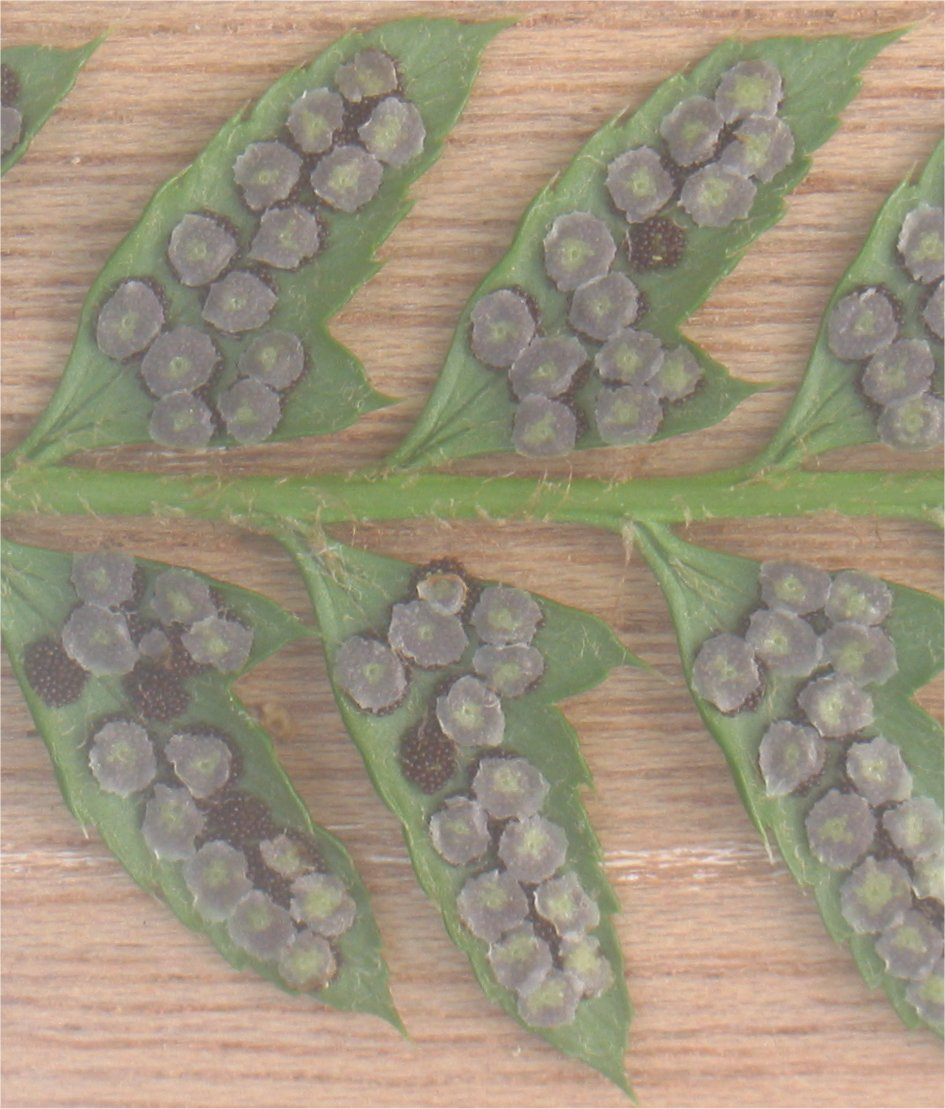
Wedelunterseite mit Sori

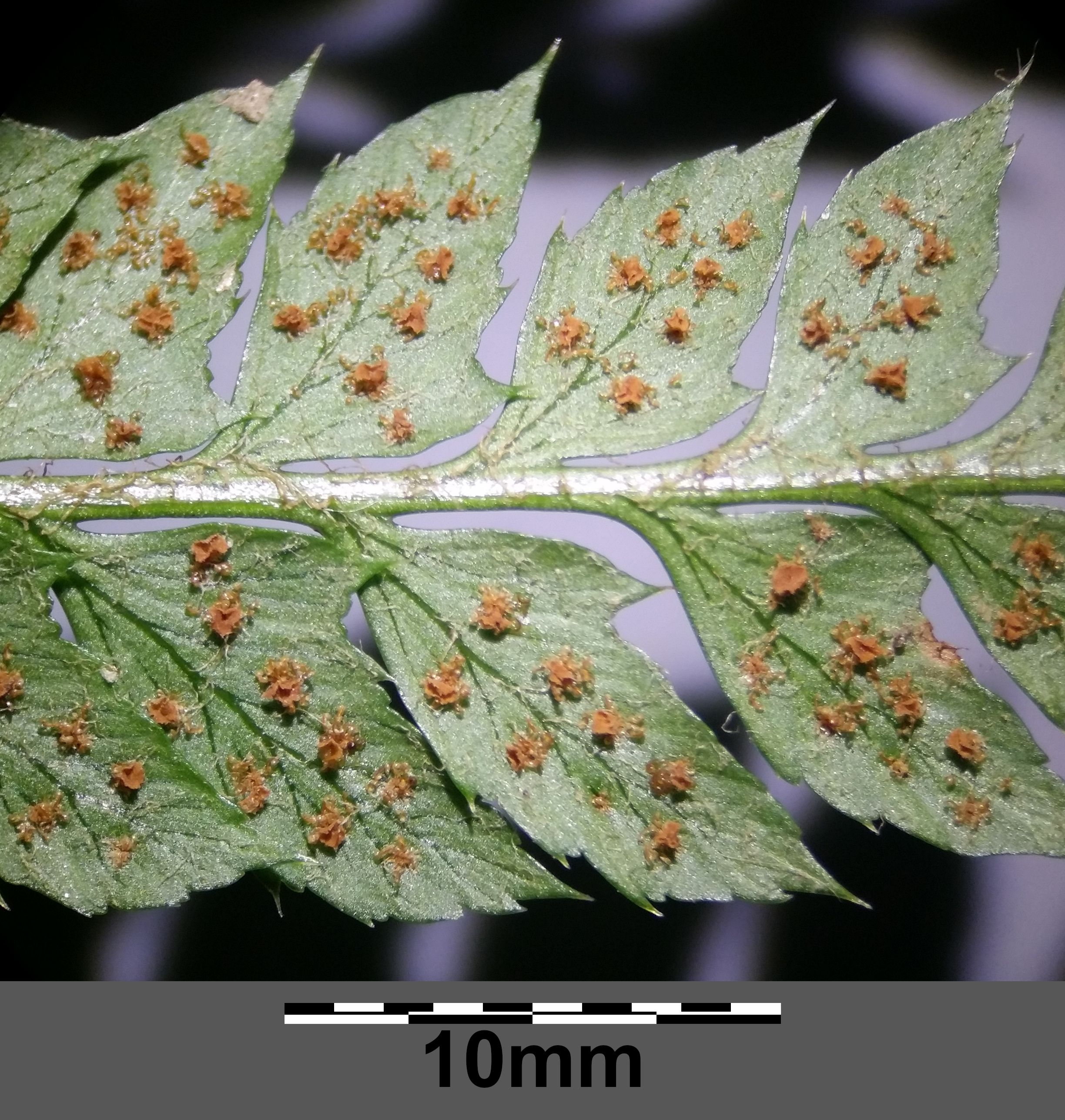
Fiederunterseite mit Sori

Insgesamt ist der Gelappte Schildfarn im Habitus sehr variabel. Der Gelappte Schildfarn ist eine immergrüne, ausdauernde krautige Pflanze. Wedel von jungen Pflanzen sind oft nur einfach gefiedert, wodurch sie wegen der Vorwärtsbiegung der Fiederchen denen des Lanzen-Schildfarns ähneln.
Die Wedel sind doppelt gefiedert und 30 bis 90 (bis 100) Zentimeter lang. Der Blattstiel ist 5 bis 20 Zentimeter lang, bis 7 Millimeter dick und macht weniger als ein Drittel der gesamten Länge aus. Er ist gerillt und mit kleinen und großen kupferbraunen Spreuschuppen besetzt. Im Umriss ist die Blattspreite lanzettlich bis lineal-lanzettlich und zum Grund hin deutlich verschmälert. Sie ist 20 bis 80 Zentimeter lang und 5 bis 22 Zentimeter breit. Die ziemlich derbe Blattspreite ist auf der Oberseite glänzend dunkelgrün, auf der Unterseite etwas blasser und spärlich mit kleinen Spreuschuppen besetzt. Sie besitzt auf beiden Seiten 40 bis 50 Fiedern. Die Fiedern sind 30 bis 80 Millimeter lang und 10 bis 18 Millimeter breit. Die Fiederchen (also die Fieder zweiter Ordnung) sind sitzend und leicht sichelig nach vorne gekrümmt; sie sind 8 bis 15 Millimeter lang. Charakteristisch ist das unterste vordere Fiederchen, welches deutlich größer ist als alle anderen, meist eineinhalb bis doppelt so groß. Die Blattzähne sind kräftig begrannt. Die Sori stehen in 2 Reihen; ihr Indusium ist kreisrund und bleibend. Sporenreife ist Juni bis Oktober.
Die Chromosomenzahl beträgt 2n = 164. Entstanden ist der Gelappte Schildfarn als Hybride aus dem Lanzen-Schildfarn (Polystichum lonchitis) und dem Grannen-Schildfarn (Polystichum setiferum) mit anschließender Chromosomenverdoppelung.

## Verbreitung und Standortansprüche
Der Gelappte Schildfarn findet sich in den Gebirgen und Mittelgebirgen Europas sowie im Kaukasus und im nordindischen Himalaya. Funde aus China, Japan oder Nordamerika scheinen zweifelhaft und wurden inzwischen meist anderen Arten zugeordnet. In Europa kommt er ursprünglich in fast allen Ländern vor; er fehlt nur in Portugal, Dänemark, Island, Kosovo, Belarus, im europäischen Russland und im europäischen Teil der Türkei.
Der Gelappte Schildfarn ist die verbreitetste mitteleuropäische Schildfarn-Art. Er kommt zerstreut in felsigen und luftfeuchten Berg- und Schluchtwäldern vor. Er gedeiht meist auf humusreichem, sowohl auf kalkhaltigem als auch auf kalkfreiem Untergrund. In den Alpen steigt er kaum über die Waldgrenze auf. In den Allgäuer Alpen steigt er in Bayern am Kluppenkopf an der Höfats und am Schochen nahe dem Laufbacher Eck in Höhenlagen bis zu 2000 Meter auf. Er steigt aber bis über 2200 Meter Meereshöhe auf. Er ist in Deutschland gesetzlich geschützt.
Der Gelappte Schildfarn wächst gesellig an beschatteten bis schattigen, frischen und bewegten, steilen Hängen mit kalkarmen, doch basenreichen Böden; er wächst gern an schuttreichen Hängen, an Felsen oder auf Mauern, meist in mehr oder weniger wintermilder, luftfeuchter Klimalage. Er ist kennzeichnend für Schluchtwälder (Aceri-Fraxinetum), gelegentlich kommt er auch in schuttreichen oder steilen Buchenwäldern (Asperulo-Fagetum) vor.
Die ökologischen Zeigerwerte nach Landolt et al. 2010 sind in der Schweiz: Feuchtezahl F = 3+ (feucht), Lichtzahl L = 3 (halbschattig), Reaktionszahl R = 3 (schwach sauer bis neutral), Temperaturzahl T = 3 (montan), Nährstoffzahl N = 3 (mäßig nährstoffarm bis mäßig nährstoffreich), Kontinentalitätszahl K = 3 (subozeanisch bis subkontinental).

## Hybriden
Der Gelappte Schildfarn kann mit dem Lanzen-Schildfarn die Hybride Polystichum ×illyricum (Borbás) Hahne bilden. Sie ist triploid mit 2n = 123.

## Taxonomie und Systematik
Der Gelappte Schildfarn wurde 1753 von Carl von Linné als Polypodium aculeatum in Species Plantarum Tomus II, S. 1090 erstbeschrieben. Die Art wurde 1799 von Albrecht Wilhelm Roth in Tentamen Florae Germanicae Band 3 (1.1), S. 79 als Polystichum aculeatum (L.) Roth in die Gattung Polystichum Roth gestellt. Synonyme für die Art sind Polypodium aculeatum L., Aspidium lobatum (Huds.) Sw., Polystichum aculeatum subsp. lobatum (Huds.) Vollm., Dryopteris lobata (Huds.) Schinz & Thell. und Polystichum lobatum (Huds.) Bastard. Das Epitheton "aculeatum" bedeutet "stachelig" und bezieht sich auf die spitzigen Blattzähne.
Es kann eine Varietät unterschieden werden:
- Polystichum aculeatum var. samoense Luerss.: Sie kommt auf den Samoa-Inseln vor.[7]